# Sigrun Wodars
Sigrun Wodars (z domu Ludwigs, 2° voto Grau, ur. 7 listopada 1965 w Neu Kaliß) – lekkoatletka NRD, specjalistka w biegu na 800 m, dwukrotna olimpijka (Seul 1988, Barcelona 1992).
Mistrzyni olimpijska (Seul 1988) i świata (Rzym 1987). Złota (Split 1990) i srebrna (Stuttgart 1986) medalistka mistrzostw Europy. Mistrzyni (1986) i wicemistrzyni (1987) Europy w hali.